# رصدخانه قدیمی دانشگاه تارتو

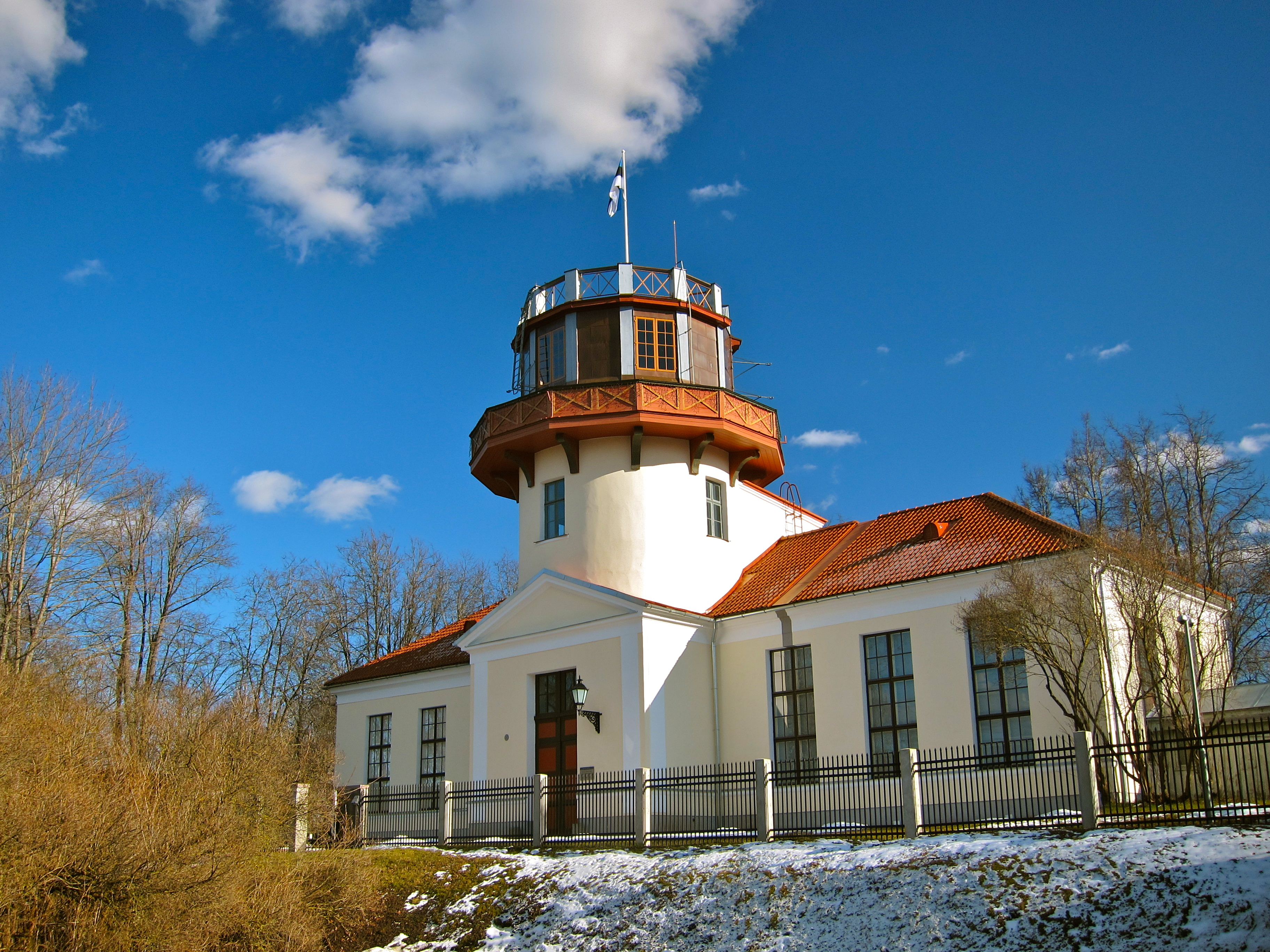
رصدخانه قدیمی تارتو

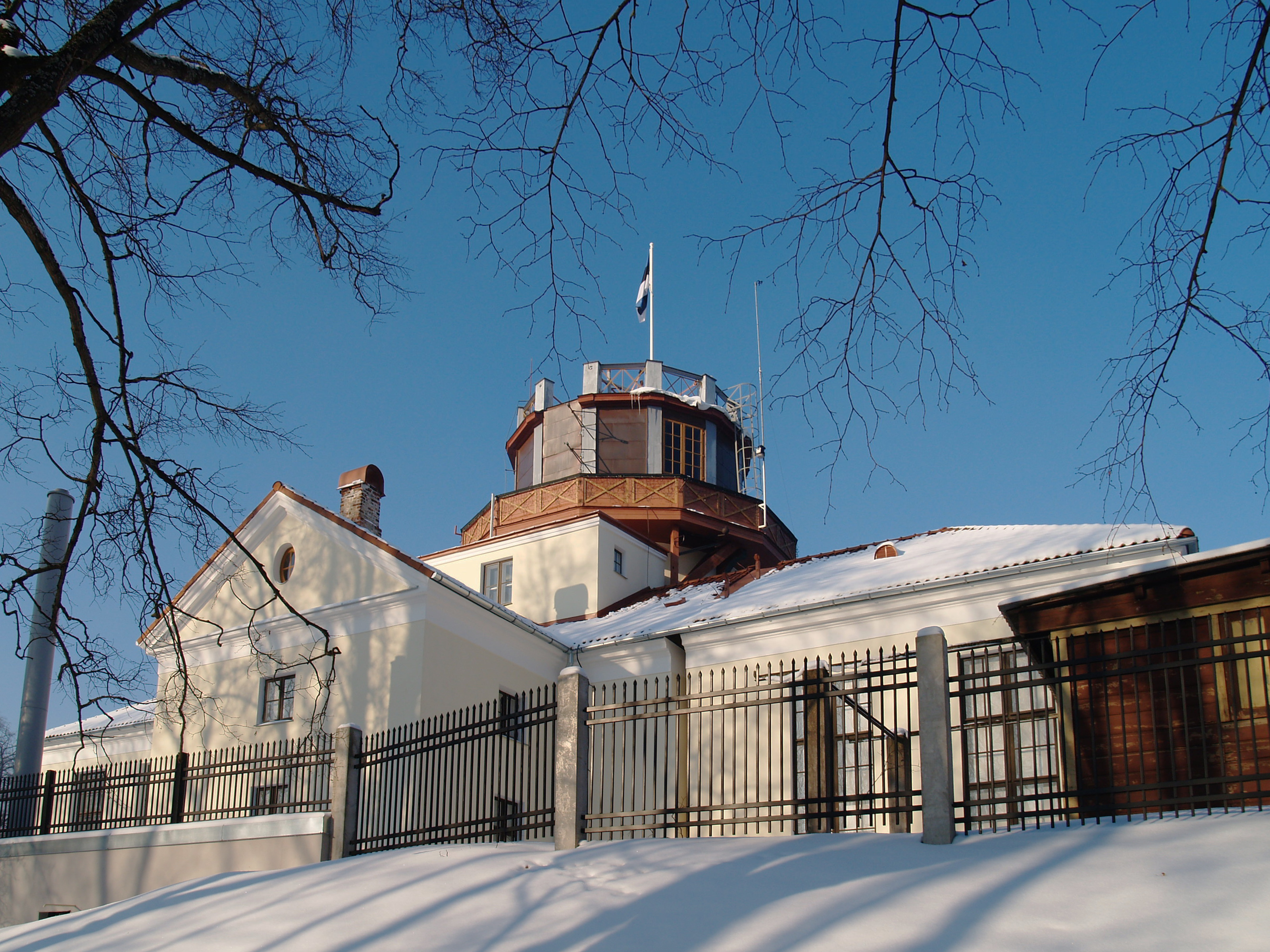

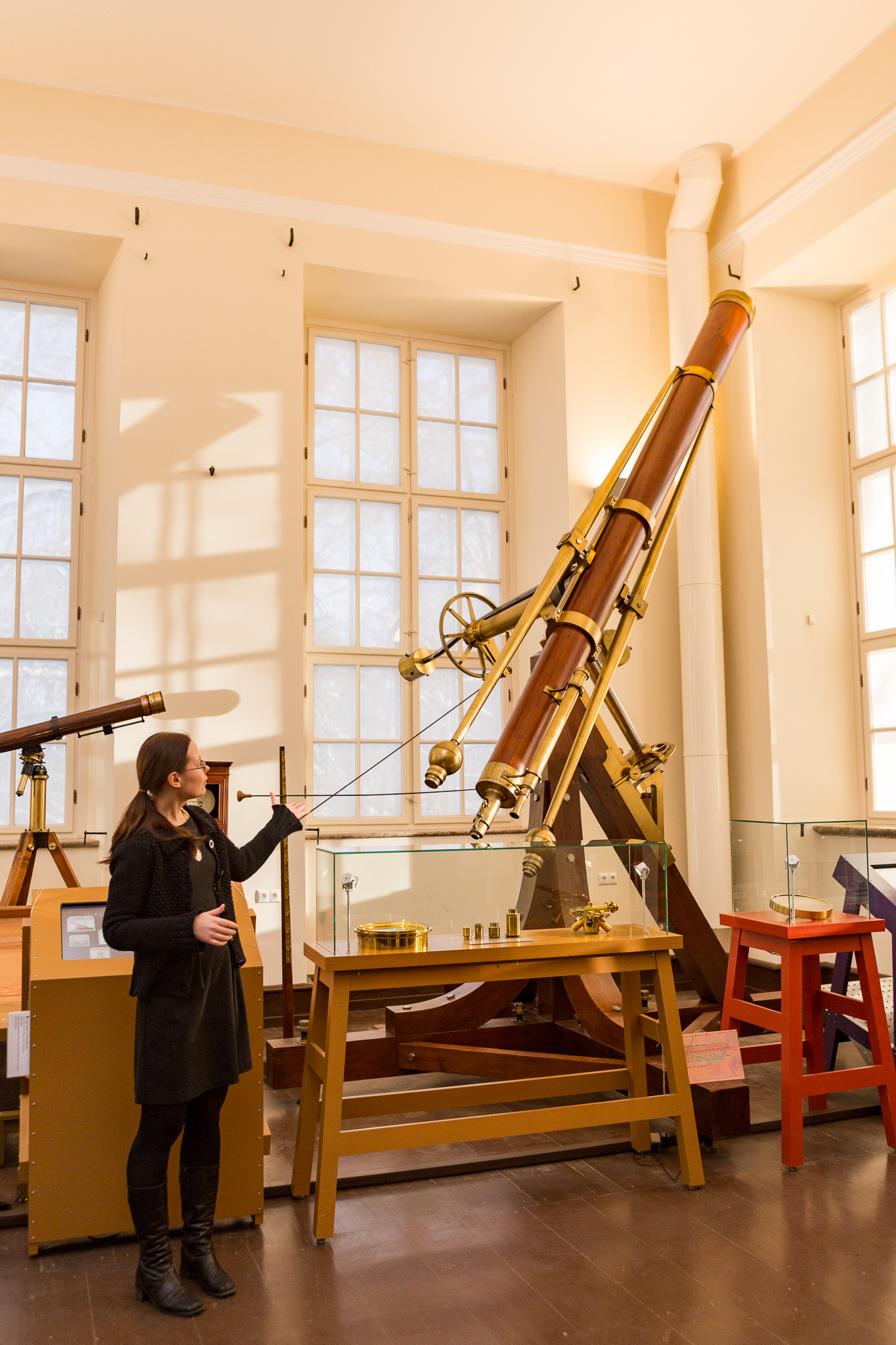
Fraunhofer Refractor

رصدخانه قدیمی دانشگاه تارتو (به انگلیسی: University of Tartu Old Observatory) یا رصدخانه قدیمی تارتو یک رصدخانه در تارتو، استونی است.
این رصدخانه که در سال ۱۸۰۸ شروع به ساخت و در سال ۱۸۱۰ ساخت آن به پایان رسید اما تنظیم ابزارهای لازم چند سال بیشتر طول کشید. آخرین آنها تلسکوپ Great Dorpat Refractor فراونهوفر بود که بزرگترین تلسکوپ شکستی در آن زمان بود که در سال ۱۸۲۴ ساخته شد.
از سال ۱۸۱۳ فریدریش گئورگ ویلهلم فون اشترووه در آنجا کار کرد و در سال ۱۸۲۰ استاد و مدیر رصدخانه شد. یوهان هاینریش فن مدلر که به عنوان خالق اولین نقشه دقیق ماه شناخته می‌شود، در سال ۱۸۴۰ به عنوان مدیر جدید منصوب شد. پس از آن توماس کلاوزن (۱۸۶۶–۱۸۷۲) و پیتر کارل لودویگ شوارتز (۱۸۷۲–۱۸۹۱) مدیریت رصدخانه را برعهده داشتند.
در سال ۱۹۴۶، رصدخانه که زیرنظر دانشگاه تارتو فعالیت می‌کرد از دانشگاه گرفته شد و به آکادمی علوم استونی داده شد. پس از ساخت یک رصدخانه جدیدتر (تکمیل در ۱۹۶۴) در توراور بیشتر تجهیزات به آنجا منتقل شد و رصدخانه قدیمی فقط به‌عنوان فضای اداری باقی بماند.
در سال ۱۹۹۶ ساختمان رصدخانه قدیمی به دانشگاه تارتو بازگردانده شد و در سال ۲۰۰۹–۲۰۱۰ مورد بازسازی قرار گرفت و اکنون به عنوان موزه فعالیت می‌کند.

## نگارخانه

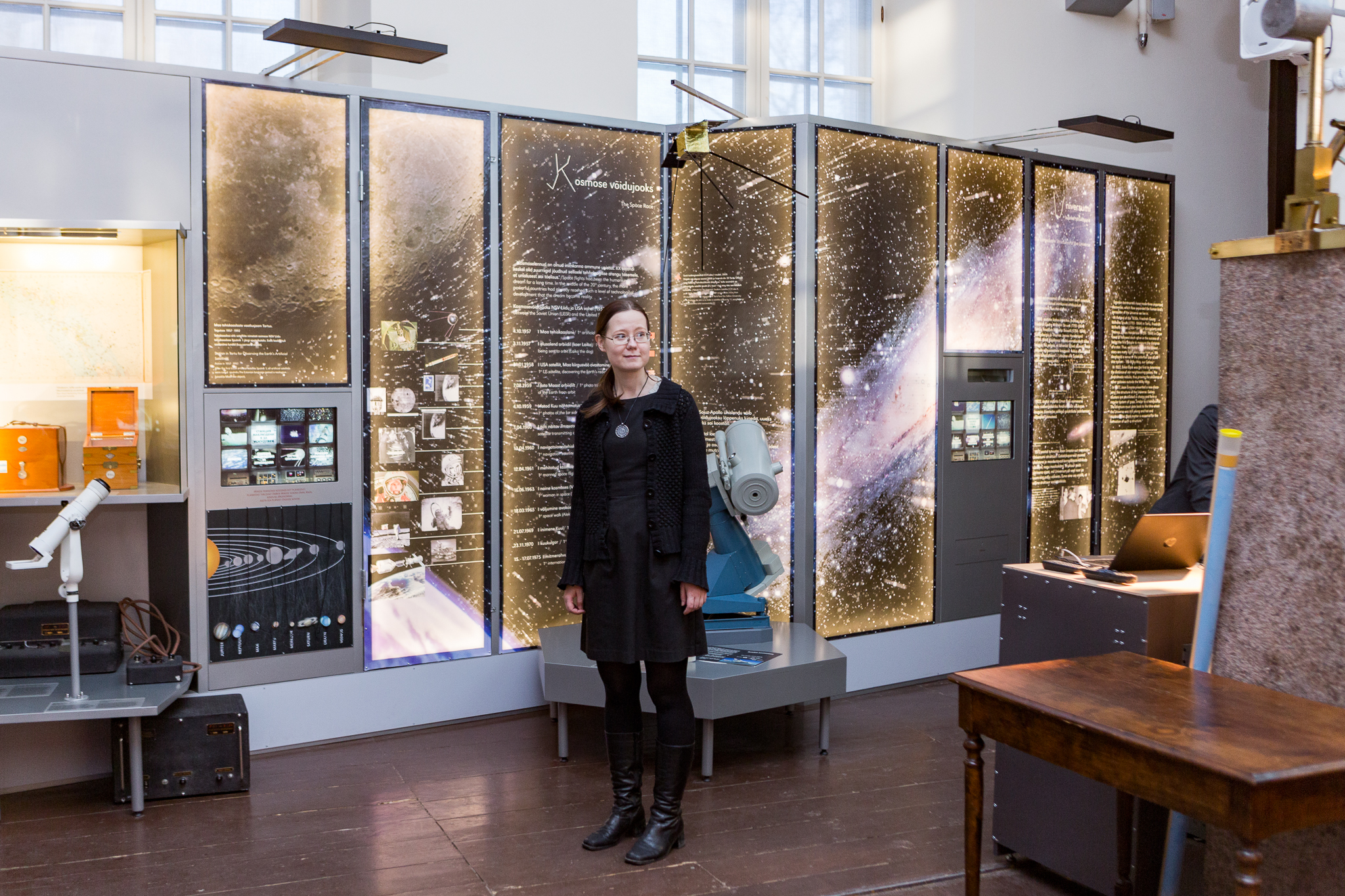
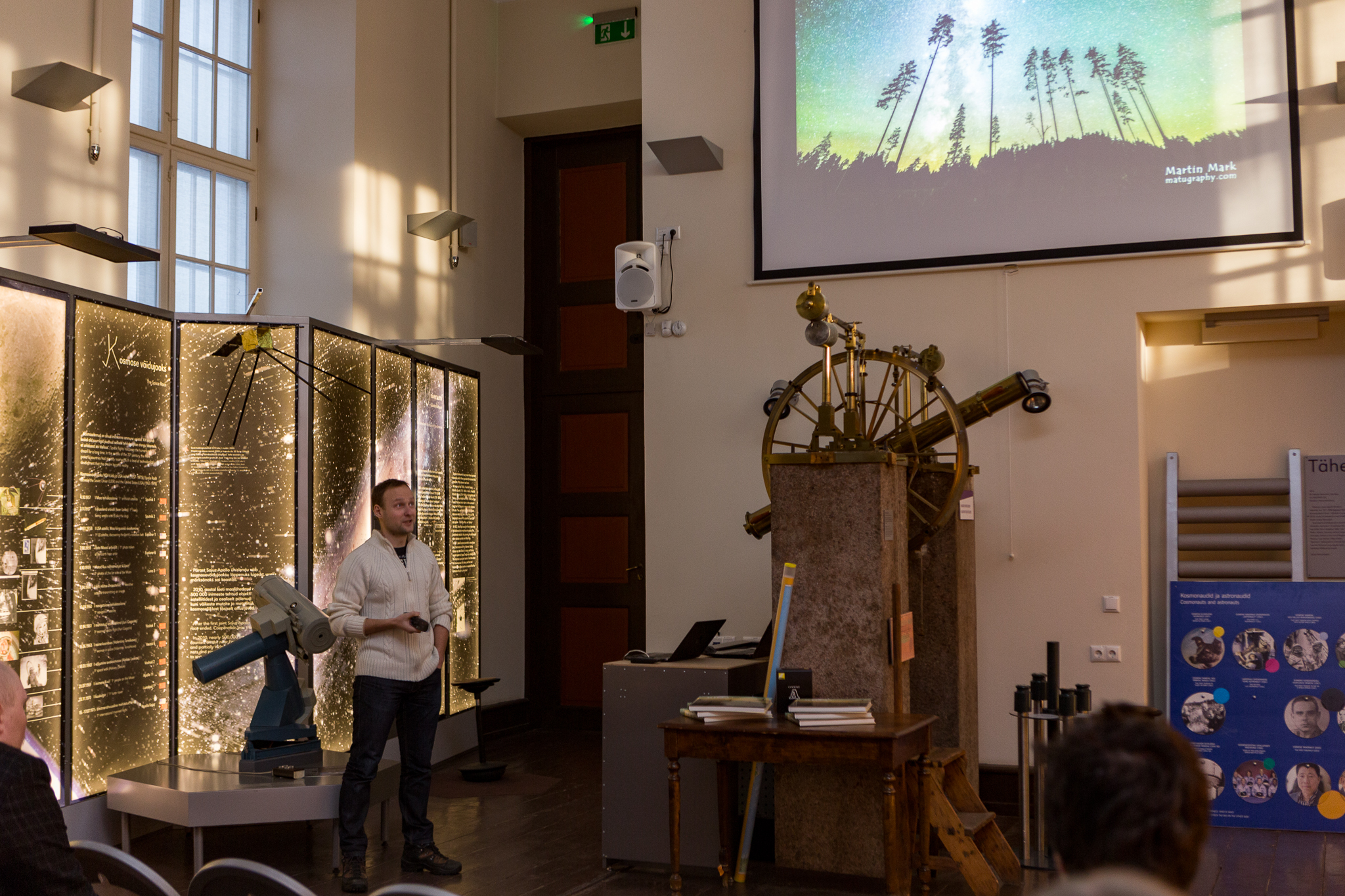
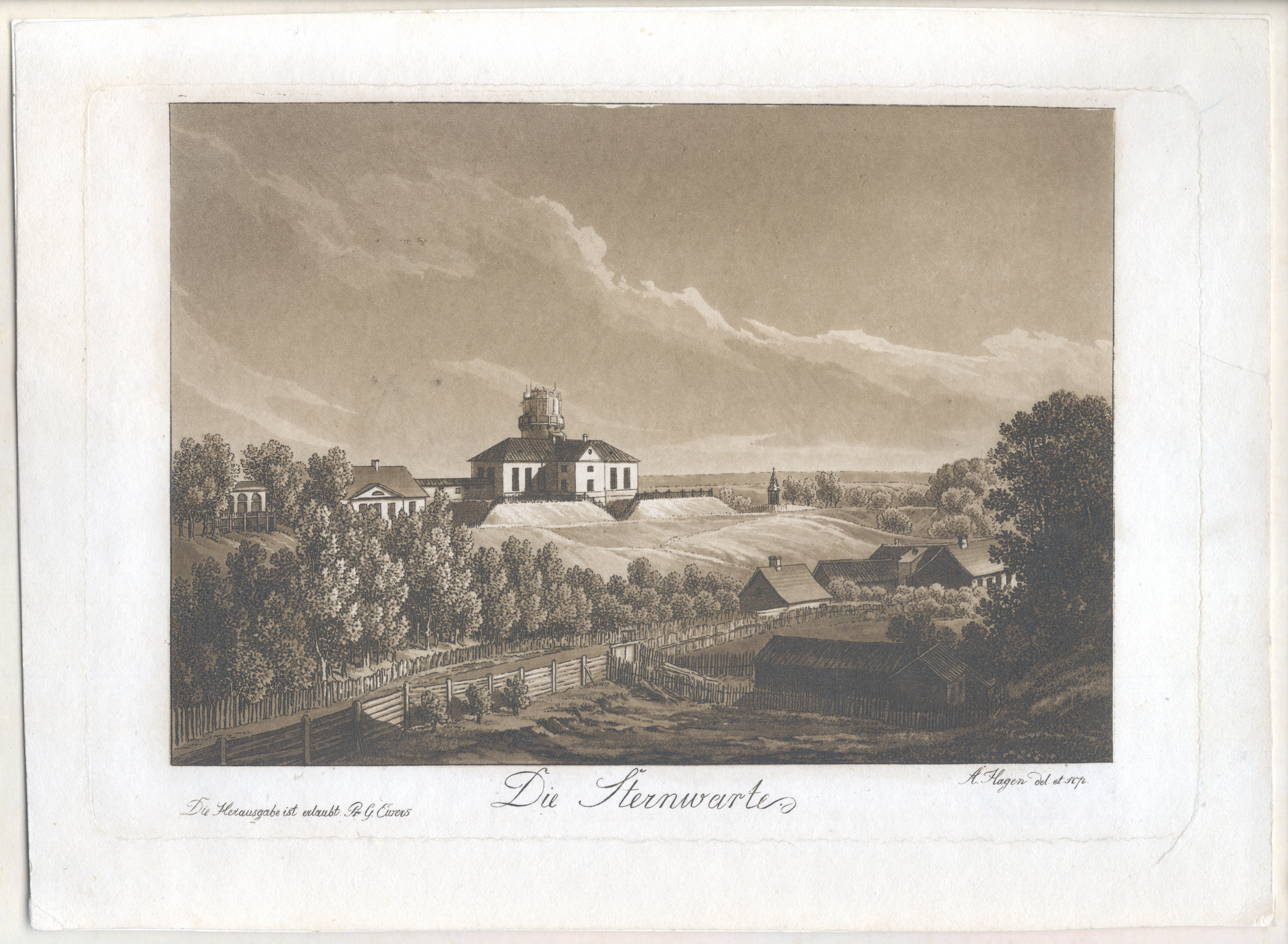
چاپ سنگی از 1827
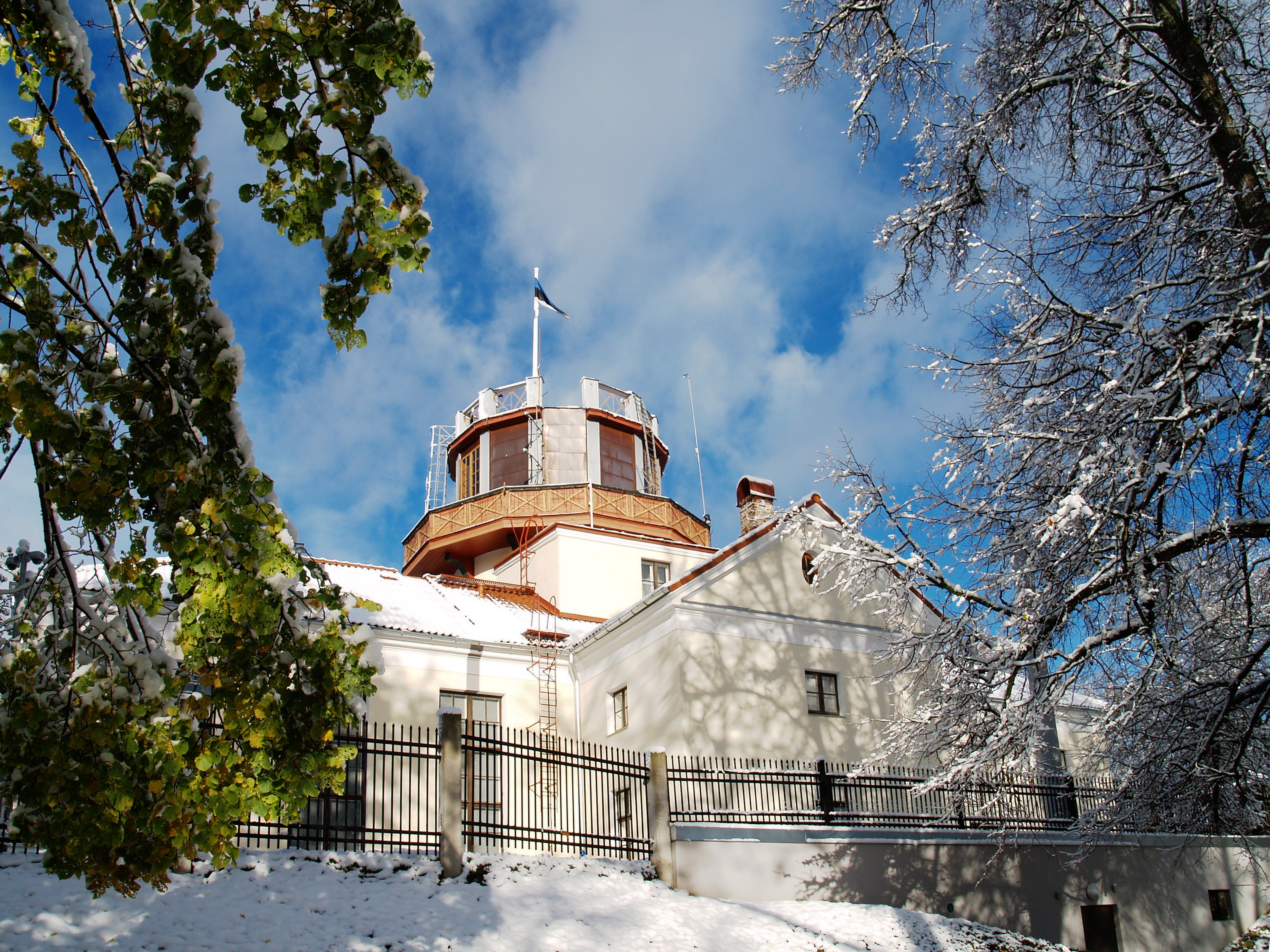
رصدخانه قدیمی در ۲۰۱۲
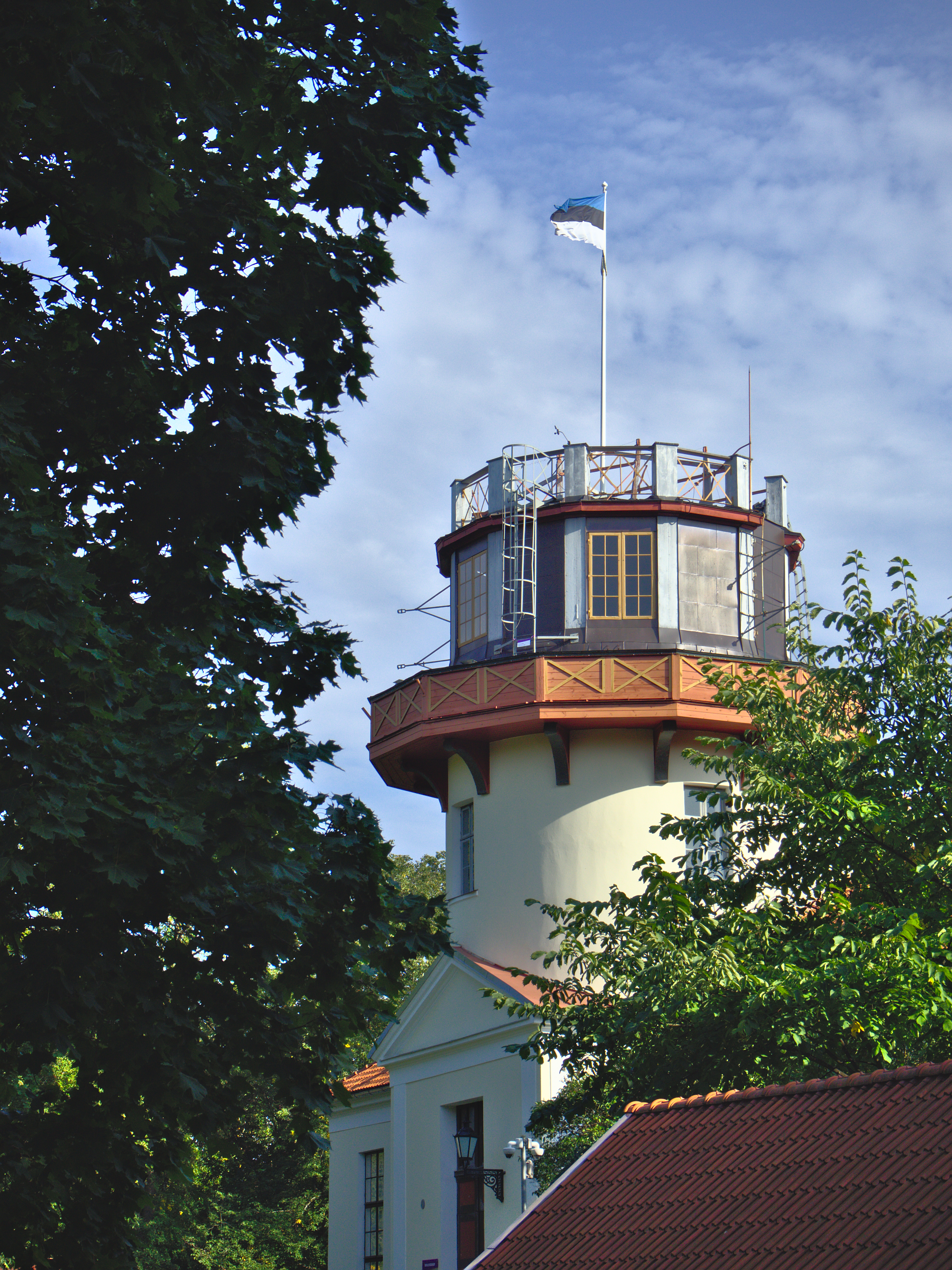
رصدخانه قدیمی در تابستان ۲۰۱۸